# ミューズを率いるアポロ

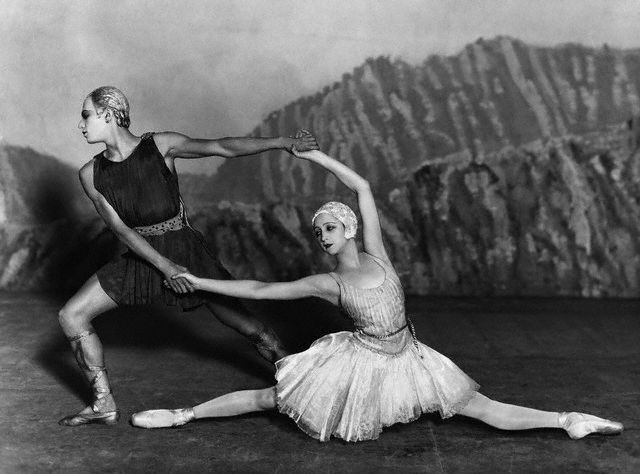
リファールとダニロワ

『ミューズを率いるアポロ』（ミューズをひきいるアポロ、Apollon Musagète ）はイーゴリ・ストラヴィンスキーが作曲したバレエ音楽。『ミューズを導くアポロ』、『ミューズを先導するアポロ』、あるいは「ミューズ」を「ミューズの神」とも。ストラヴィンスキーの新古典主義時代の代表的な作品の一つである。

## 作曲の経緯
アメリカ議会図書館から現代音楽祭で上演するバレエ音楽を委嘱されたことにより、1927年7月から1928年1月にかけて作曲された。
契約ではテーマは自由とされたが、踊り手の数は6人しかおらず、時間も30分以内とされていた。ストラヴィンスキーはアポロを題材に選んだ。踊り手の制約により、9人いるミューズの中から詩とリズムを象徴するカリオペー、マイムを象徴するポリュムニアー、両者の結合によって舞踊を成立させる最も重要な人物であるテルプシコレーの3人を選んだ。
ストラヴィンスキーは、「パ・ダクシオン」「パ・ド・ドゥ」「ヴァリアシオン」といった、クラシック・バレエの伝統的な形式に厳格に従い、過剰な装飾を排した「白のバレエ」を目指した。このために、音楽は全音階的な技法が用いられ、楽器編成も弦楽合奏のみとされた。

## 初演
1928年4月27日にワシントンD.C.のアメリカ議会図書館における現代音楽祭で初演された。振付はアドルフ・ボルム、美術と衣装はニコラス・レミソフが担当し、ルース・ページがテルプシコレーを踊った。
ヨーロッパ初演は同年6月12日にパリのサラ・ベルナール劇場においてバレエ・リュス、作曲者自身の指揮によって行われた。
- 振付：ジョージ・バランシン
- 美術：アンドレ・ボーシャン
- アポロ：セルジュ・リファール
- ミューズ：アレクサンドラ・ダニロワ（テルプシコレー）、リュヴォフィ・チェルニショヴァ（カリオペー）、フェリア・ドゥブロフスカヤ（ポリュムニアー）

「一度きいただけで直ちに聴衆を熱狂させる要素を全然もたない」（『ストラヴィンスキー自伝』199ページより引用）作品であるにもかかわらず、パリ初演は好評であった。ストラヴィンスキーはバランシンやリファールを高く評価したが、ボーシャンによる舞台装置と衣裳については自分の意図と異なるとして不満であった。ストラヴィンスキー本人は美術にジョルジョ・デ・キリコを推薦していた。後にスカラ座で公演したときにはキリコが美術を担当した。
パリ公演に引き続き、バレエ・リュスのロンドン公演でも上演された。
バランシンはそれまでもストラヴィンスキー作品の振付に部分的にかかわってきたが、この作品によって振付師としての名声が確立し、その後生涯にわたってストラヴィンスキーとの協力関係が続くことになった。
出版は1928年にロシア音楽出版社から行われ、のちブージー・アンド・ホークス社から出版された。1947年に改訂が行われ、1949年にブージー・アンド・ホークス社から出版された。

## 編成
第1・第2ヴァイオリン、ヴィオラ、第1・第2チェロ、コントラバス
作曲者の指定ではそれぞれ8、8、6、4、4、4、で計34人。
ソロ奏者とそれ以外に分かれる箇所がいくつかある。アポロのヴァリアシオンではコントラバス以外のすぺてのパートが分かれて11パートになる。

## 構成
2場からなる。全曲で約30分。
第1場（プロローグ）
- アポロの誕生 Naissance d'Apollon

第2場
- アポロのヴァリアシオン Variation d'Apollon — Apollon et les Muses
- パ・ダクシオン（アポロと3人のミューズ） Pas d'action — Apollon et les trois Muses : Calliope, Polymnie et Terpsichore
- カリオペの踊り Variation de Calliope (l'Alexandrin)
- ポリヒムニアの踊り Variation de Polymnie
- テルプシコールの踊り Variation de Terpsichore
- アポロのヴァリアシオン Variation d'Apollon
- パ・ド・ドゥ Pas de deux — Apollon et Terpsichore
- コーダ（アポロとミューズの踊り）Coda — Apollon et les Muses
- アポテオーズ Apothéose

「カリオペの踊り」の楽譜にはボアロー『詩法』のアレクサンドランが引用されている。